# 有福村 (島根県)
有福村（ありふくそん）は、かつて島根県那賀郡にあった村。現在の浜田市、江津市の一部にあたる。

## 沿革
- 1889年（明治22年）4月1日 - 町村制施行に伴い、那賀郡宇野村・大金村・上有福村・下有福村・本明村の区域をもって成立。
- 1955年（昭和30年）4月15日 - 国府町と新設合併し、改めて国府町が発足。同日有福村廃止。
- 1956年（昭和31年）8月1日 - 国府町と合併した旧有福村域のうち上有福、本明地区が江津市に編入される[1]。

## 分村合併
上有福、本明地区の住民は江津との合併を望んでいたのに対して、大金、宇野地区の住民は国府町との合併を望んでいた。また、浜田・江津ともに有福温泉という観光資源を持つ有福村との合併を望んでおり、両者から強く働き掛けてられていた。そのため有福村においては動きが取れない状態が続いていた。全県的に町村合併が進む中で有福村のみが取り残されることを憂いて有福村においては村域を二分しての合併が行われた。